# Pachylocerus plagiatus
Pachylocerus plagiatus là một loài bọ cánh cứng trong họ Cerambycidae.